# درویش المقدادی
درویش عبدالقادر المقدادی (۱۸۹۸ – ۱۴ مارس ۱۹۶۱) تاریخ‌نگار، استاد دانشگاه و فعال سیاسی فلسطینی بود. او در عراق زیست و از دوستان ساطع الحصری بود و پس از اخذ تابعیت عراق در آموزش و پرورش عراق مشغول به کار شد. او چندین انجمن ملی در آنجا تأسیس کرد و در تأسیس یک گروه سیاسی نام «منهج قومی» مشارکت داشت. او در سال ۱۹۴۱ با جنبش رشید علی الکیلانی همدردی و از آن حمایت کرد، از سوی مقامات قیمومت بریتانیا از عراق اخراج شد.

## زندگی و پیشه
درویش عبدالقادر المقدادی در روستای طیبه بنی صعب، ناحیهٔ طولکرم، سنجق نابلس، ولایت بیروت، امپراتوری عثمانی در سال ۱۸۹۸ به دنیا آمد. خانوادهٔ او در روستا به نام حاج ابراهیم معروف هستند، درویش لقب «مقدادی» را به این دلیل انتخاب کرد که این خانواده از نسل مقداد بن الاسود صحابی‌اند. تحصیلات ابتدایی خود را در دانشکدهٔ اسلامی و دانشگاه آمریکایی بیروت گذراند، او در رشته تاریخ، ادبیات و جامعه‌شناسی تحصیل کرد و در سال ۱۹۲۲ فارغ‌التحصیل شد.
او به عنوان معلم در دارالمعلمین دولتی در قدس (۱۹۲۲–۱۹۲۵) منصوب شد، سپس از آن استعفا داد زیرا مقامات قیمومیت بریتانیا به او اجازه تشکیل یک گروه پیشاهنگی به نام خالد بن الولید را ندادند. وی برای تدریس در دانشکدهٔ اسلامی که توسط مجلس اعلای اسلامی تأسیس شده بود، جابجا شد و یک سال تحصیلی را در آنجا گذراند. سپس در سال ۱۹۲۷ فلسطین را به مقصد عراق ترک کرد تا در دانشکده‌های معلمان بغداد و موصل تدریس کند و با همکاری دوستش ساطع الحصری در اصلاح نظام آموزشی، توسعهٔ آن و تحمیل نظام فتوت در مدارس عراق فعالیت کرد. او چندین انجمن ملی مانند انجمن «پیشگامان» در موصل و انجمن «جوال» در بغداد را تأسیس کرد و و در تأسیس یک گروه سیاسی شامل الحصری، سامی شوکت و دیگران به نام «منهج قومی» مشارکت داشت.
او در سال ۱۹۲۹ به فلسطین بازگشت و در انقلاب آن سال شرکت کرد و با تحریک و دعوت به مبارزه با بریتانیایی‌ها، دستگیر و زندانی شد. سپس با قرار وثیقه آزاد شد و به عراق بازگشت و به‌طور غیابی به زندان محکوم شد. او در بغداد دائماً با متفکران و فعالان ملی‌گرا در تماس بود. در سال ۱۹۳۵ با آنها باشگاه المثنی را تأسیس کرد. در سال ۱۹۳۶ برای تکمیل تحصیلات به برلین رفت، اما وقوع جنگ جهانی دوم او را از رسیدن به هدفش بازداشت، بنابراین به بغداد بازگشت و در دانشگاه آن به تدریس پرداخت و ریاست گروه‌های فتوت عراق را بر عهده گرفت. هنگامی که جنبش رشید علی الکیلانی به وجود آمد، درویش مقدادی از آنها خواست تا از او حمایت کنند. هنگامی که الکیلانی شکست خورد، مقامات بریتانیا او را در عراق دستگیر کردند و به زندان نقرة السلمان انداختند و چهار سال در آنجا گذراند، سپس به بازداشتگاهی در نزدیکی قدس منتقل شد. در سال ۱۹۴۶ آزاد شد و به عنوان مدیر دفتر عربی در قدس و عضوی از پروژهٔ ساختمان‌سازی عربی منصوب شد.
پس از نکبت ۱۹۴۸ به دمشق نقل مکان کرد و به عنوان مدیر تاریخ دانشگاه آن منصوب شد. سپس به عنوان مدیر ادارهٔ آموزش کویت (۱۹۵۰–۱۹۵۲) و  دستیار مدیر آن (۱۹۵۳–۱۹۶۱) انتخاب شد.
درویش المقدادی در کویت به بیماری لاعلاجی مبتلا شد، از این رو برای درمان به لندن رفت، اما در حالی که از بهبودی ناامید شده بود به بیروت بازگشت و در شب ۱۴ مارس ۱۹۶۱ درگذشت. پیکرش در الاوزاعی به خاک سپرده شد و در بغداد، طولکرم و کویت مراسم یادبودی برای وی برگزار شد.

## بزرگداشت
در شهر طیبه در روز ۶ دسامبر ۲۰۱۸ مراسم بزرگداشتی برای او از سوی شهرداری در سالن تئاتر برگزار شد. شعاع منصور، شهردار طیبه از ماندگار شدن نام این مؤرخ در خیابان مجاور خانه قدیمی‌اش در محله شرقی خبر داد.

## زندگی شخصی
همسرش ربیحة الدجانی (۱۹۲۴–۲۰۲۰) بود.

## آثار
از وی تعدادی کتاب، مقاله و پژوهش در موضوعات مختلف ملی، تاریخی، آموزشی و اجتماعی از خود به جای گذاشته است. از جمله عناوین عربی کتاب‌های او:
- المنهج القومي العربي: ۱۹۲۵.
- تاريخننا: به اشتراک با اکرم زعیتر، ۱۹۳۵
- تاريخ الأمة العربية: ۱۹۳۶
- بين جاهليتين: نمایش‌نامه، ۱۹۶۷
- تاريخ الكويت وآثارها